# Aéroport international de Sanya Phénix
L’aéroport international de Sanya Phénix (code IATA : SYX • code OACI : ZJSY) est un aéroport qui dessert la ville de Sanya, sur l'île de Hainan en Chine. Il est situé à 15 km au nord-ouest du centre-ville. En 2011, l'aéroport de Sanya a vu transité 10 361 821 passagers, il était ainsi le 18e plus grand aéroport de Chine en termes de passager, et le 24e en termes de mouvement avec 74 392.
La gare de l'aéroport Phénix, située dans l'aéroport, permet de rejoindre la gare de Sanya, situé dans le centre urbain de Sanya, ainsi que la gare de Haikou, dans le centre-ville de Haikou au Nord de l'île, via la LGV périphérique Ouest de Hainan, longeant la côte Ouest de l'île.

## Situation

### Carte des 50 premiers aéroports de Chine
| \| 500 km1:25 016 000 \| Baotou Canton Changchun Changsha Chengdu-CTU Chengdu-TFU Chongqing Dalian Fuzhou Guilin Guiyang Haikou Hailar Hangzhou Harbin Hefei Hohhot Jinan Jinghong Kunming Lanzhou Lhassa Lijiang Nanchang Nankin Nanning Ningbo Pékin · Capitale Pékin · Daxing Qingdao Quanzhou Sanya Shanghaï-Pudong Shanghaï-Hongqiao Shantou-Chaozhou-Jieyang Shenyang Shenzhen Shijiazhuang Taiyuan Tianjin Ürümqi Wenzhou Wuhan Suzhou Xiamen Xi'an Xining Yantai Yinchuan Zhengzhou Zhuhai-Jinwan |
| 500 km1:25 016 000 |

## Statistiques
Le graphique qui aurait dû être présenté ici ne peut pas être affiché car il utilise l'ancienne extension Graph, désactivée pour des questions de sécurité. Des indications pour créer un nouveau graphique avec la nouvelle extension Chart sont disponibles ici.

Voir la requête brute et les sources sur Wikidata.

## Compagnies aériennes et destinations destinations

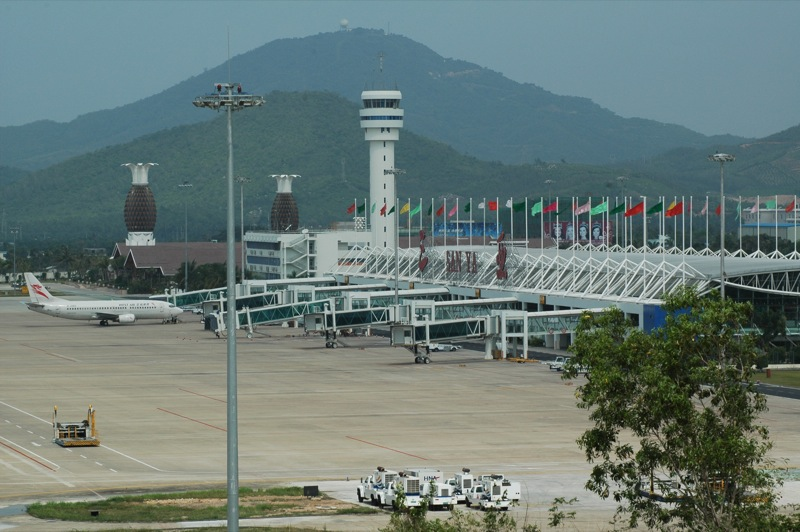
Terminal

| Compagnies                                           | Destinations |
| ---------------------------------------------------- | --- |
| 9 Air                                                | Guiyang |
| Air Busan                                            | Pusan-Gimhae, Daegu |
| Air China                                            | Pékin-Capitale, Chengdu-Shuangliu, Francfort, Hangzhou-Xiaoshan, Tianjin Binhai |
| Azur Air                                             | En saison charter : Moscou-Domodédovo |
| Beijing Capital Airlines                             | - Baotou-Donghe, - Pékin-Capitale, - Changchun, - Changsha, - Chengdu-Shuangliu, - Chongqing-Jiangbei, - Đà Nẵng, - Fuzhou-Chánglè, - Canton-Baiyun, - Guiyang, - Hangzhou-Xiaoshan, - Harbin Taiping, - Hefei, - Jinan, - Lanzhou, - Nanchang-Changbei, - Nankin, - Nanning, - Cam Ranh, - Phuket, - Shijiazhuang, - Taiyuan-Wusu, - Tianjin Binhai, - Wuhan, - Xiamen-Gaoqi, - Xi'an-Xianyang, - Xuzhou-Guanyin, - Yichun-Mingyueshan, - Zhengzhou |
| Cathay Dragon                                        | Hong Kong |
| Chengdu Airlines                                     | Changsha, Chengdu-Shuangliu, Hangzhou-Xiaoshan, Nankin |
| China Airlines                                       | Taïwan-Taoyuan |
| China Eastern Airlines                               | Pékin-Capitale, Dalian-Zhoushuizi, Guilin-Liangjiang, Hefei, Hengyang, Kunming-Changshui, Lanzhou, Liuzhou, Luoyang, Moscou Chérémétiévo, Nanchong (en), Nankin, Nanning, Shanghai-Pudong, Wenzhou-Longwan, Wuhan, Wuxi/Suzhou, Xi'an-Xianyang, Xining-Caojiabao, Zhuhai |
| China Eastern Airlines opéré par Shanghai Airlines   | Shanghai-Hongqiao, Shanghai-Pudong |
| China Express Airlines                               | Anshun-Huangguoshu (en), Bijie-Feixiong (en), Chongqing-Jiangbei, Liuzhou |
| China Southern Airlines                              | - Baotou-Donghe, - Pékin-Capitale, - Changchun, - Changsha, - Chongqing-Jiangbei, - Dalian-Zhoushuizi, - Delhi-Indira Gandhi, - Canton-Baiyun, - Hangzhou-Xiaoshan, - Harbin Taiping, - Hohhot, - Kunming-Changshui, - Nankin, - Shanghai-Pudong, - Shenyang, - Shenzhen-Bao'an, - Ürümqi-Diwopu, - Wuhan, - Xiamen-Gaoqi, - Xi'an-Xianyang, - Yiwu, - Yuncheng, - Zhengzhou, - Zhuhai                                                               |
| China Southern Airlines opéré par Chongqing Airlines | Chongqing-Jiangbei |
| China United Airlines                                | Pékin-Nanyuan |
| Hainan Airlines                                      | Bangkok-Suvarnabhumi, Pékin-Capitale, Changsha, Chongqing-Jiangbei, Canton-Baiyun, Guilin-Liangjiang, Guiyang, Hangzhou-Xiaoshan, Hefei, Hohhot, Nanchang-Changbei, Nankin, Pattaya U-tapao, Phnom Penh, Shenzhen-Bao'an, Siem Reap-Angkor, Taiyuan-Wusu, Ürümqi-Diwopu, Wuhan, Xi'an-Xianyang, Xuzhou-Guanyin, Zhengzhou |
| Hebei Airlines                                       | Hangzhou-Xiaoshan, Shijiazhuang |
| Hong Kong Airlines                                   | Hong Kong |
| I-Fly                                                | En saison Charter : Krasnoïarsk-Iémélianovo, Novossibirsk-Tolmatchevo, Iékaterinbourg-Koltsovo |
| Jeju Air                                             | Séoul-Incheon |
| Jetstar Asia Airways                                 | Singapour-Changi |
| Juneyao Airlines                                     | Dalian-Zhoushuizi, Shanghai-Hongqiao, Shanghai-Pudong, Wenzhou-Longwan |
| Korean Air                                           | Charter : Séoul-Incheon |
| Lion Air                                             | Charter : Djakarta-S.-Hatta |
| Lucky Air                                            | Chengdu-Shuangliu, Kunming-Changshui |
| Malindo Air                                          | Kuala Lumpur, Penang |
| NordStar Airlines                                    | En saison charter : Novossibirsk-Tolmatchevo, Baïkal-Oulan Oude |
| Okay Airways                                         | Changsha, Ningbo, Tianjin Binhai, Zhuhai |
| SCAT Airlines                                        | En saison : Almaty |
| Shandong Airlines                                    | Jinan, Xiamen-Gaoqi |
| Shenzhen Airlines                                    | Harbin Taiping, Nankin, Nanning, Quanzhou Jinjiang, Shenyang, Shenzhen-Bao'an, Taiyuan-Wusu, Wenzhou-Longwan, Wuxi/Suzhou, Xi'an-Xianyang, Taizhou (Jiangsu) (en) " |
| Sichuan Airlines                                     | - Pékin-Capitale, - Changchun, - Changsha, - Changzhou, - Chengdu-Shuangliu, - Chongqing-Jiangbei, - Đà Nẵng, - Guilin-Liangjiang, - Guiyang, - Harbin Taiping, - Hô Chi Minh Ville (Tân Sơn Nhất), - Jinan, - Lanzhou, - Mianyang Nanjiao, - Nankin, - Ningbo, - Shanghai-Pudong, - Shenyang, - Ürümqi-Diwopu, - Wenzhou-Longwan, - Xi'an-Xianyang, - Xining-Caojiabao, - Yibin Wuliangye (en), - Yinchuan Hedong, - Zhuhai                         |
| Spring Airlines                                      | Shanghai-Hongqiao, Shanghai-Pudong |
| Suparna Airlines                                     | Shanghai-Pudong |
| Tibet Airlines                                       | Chengdu-Shuangliu, Sotchi-Adler |
| Tianjin Airlines                                     | Chongqing-Jiangbei, Guiyang, Nanchong (en), Nanning, Tianjin Binhai, Ürümqi-Diwopu, Wuhan, Xi'an-Xianyang, Zhanjiang-Wuchuan, Zhengzhou, Zunyi (zh) |
| Ukraine International Airlines                       | En saison charter : Kiev-Boryspil |
| Utair                                                | Moscou-Vnoukovo |
| West Air                                             | Chongqing-Jiangbei, Hefei |
| XiamenAir                                            | Pékin-Capitale, Fuzhou-Chánglè, Hangzhou-Xiaoshan, Xiamen-Gaoqi |
| Condor                                               | En saison : Francfort |

Édité le 01/01/2018